# أولمبيا فيرنون
أولمبيا فيرنون (بالإنجليزية: Olympia Vernon)‏‏ (22 مايو 1973 في بوغالوسا - ) روائية من الولايات المتحدة.